# 국제 협회 연합
국제 협회 연합(Union of International Associations, UIA)은 벨기에 브뤼셀에 본부를 둔 비영리 비정부 연구기관이자 문서 센터로, 유엔의 위임을 받아 운영되고 있으며, 국제 단체와 국제 기구의 효율적 운영에 관해 연구하는 국제 비정부 기구이다. 
1907년 노벨 평화상 수상자인 앙리 라 퐁텐과 현재 정보과학의 창시자인 폴 오틀렛이 국제협회 중앙 사무국이라는 이름으로 설립했습니다. 
ECOSOC 및 유네스코와 협의 지위를 가지고 있습니다.

## 같이 보기
- 유네스코